# Salem (Indien)

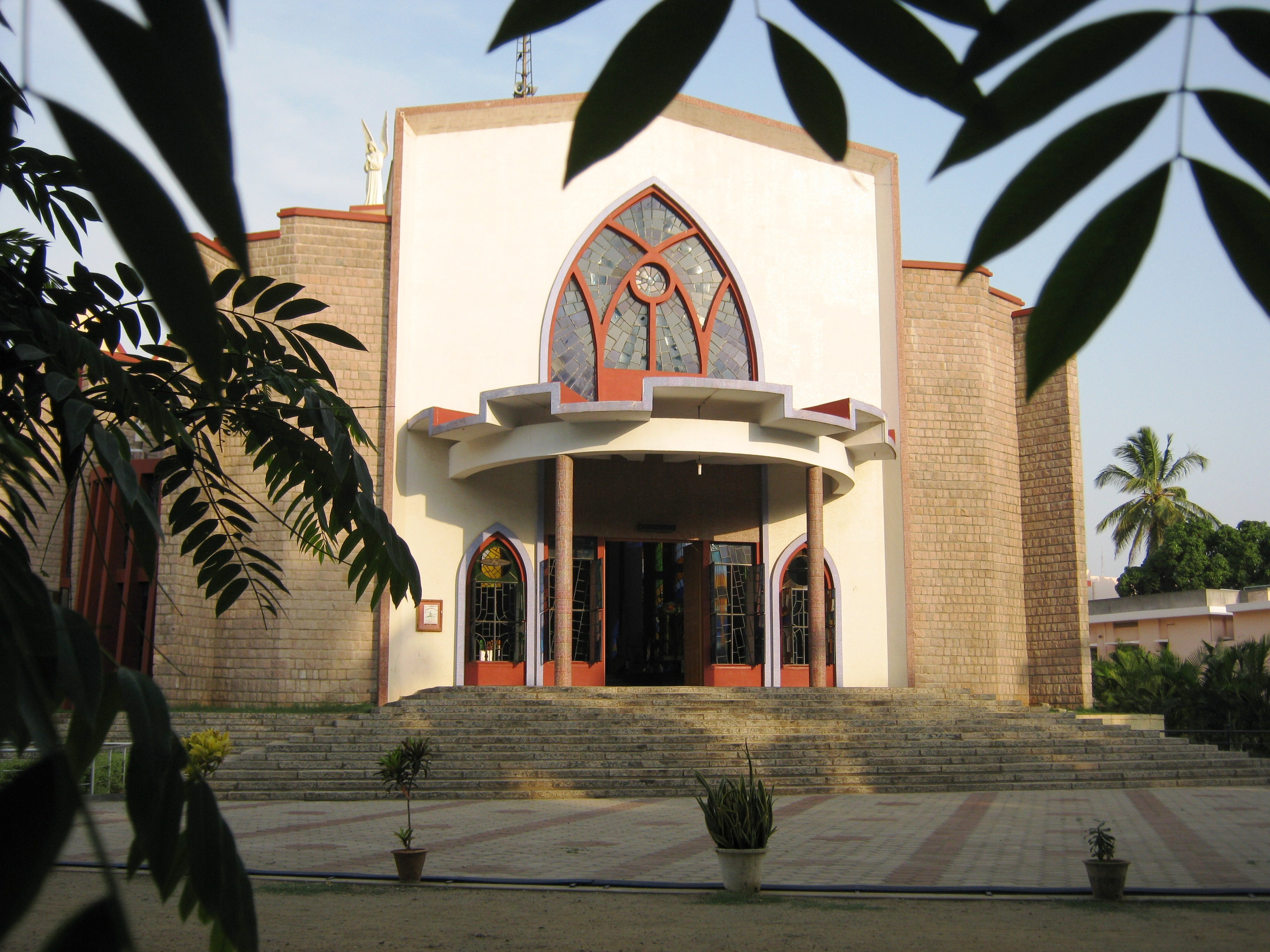
Kathedrale

Salem (auch: Selam; Tamil: சேலம்) ist eine Großstadt im gleichnamigen Distrikt im südindischen Bundesstaat Tamil Nadu. Die Stadt ist Sitz eines im Jahr 1930 gegründeten Bistums der Römisch-katholischen Kirche.

## Lage und Klima
Salem liegt von Bergen umgeben im Binnenland Tamil Nadus gut 350 km (Fahrtstrecke) südwestlich von Chennai (ehemals Madras) in einer Höhe von ca. 290 m. Sie ist in 4 Zonen (Ammapet, Hasthampatty, Kondalampatty und Suramangalam) sowie in 60 Wards gegliedert. Das Klima ist tropisch warm; Regen (ca. 1200 mm/Jahr) fällt überwiegend in der sommerlichen Monsunzeit.

## Bevölkerung
| Jahr      | 1991    | 2001    | 2011    |
| Einwohner | 366.712 | 696.760 | 829.267 |

Knapp 90 % der Einwohner sind Hindus und ca. 7,5 % sind Muslime; der christliche Bevölkerungsanteil ist mit gut 2,5 % recht hoch. Der männliche Bevölkerungsanteil ist nur ca. 1,5 % höher als der weibliche. Nur ca. 16 % der Bevölkerung sind Analphabeten. Ungefähr 72 % der Einwohner sprechen Tamil als Muttersprache; 12 % sprechen Telugu, 6 % Kannada, 5 % Urdu und 3 % Saurashtri.

## Wirtschaft
Salem ist eines der wichtigsten Zentren der indischen Textilindustrie. Außerdem ist der Ort für sein Stahlwerk bekannt, das von der Steel Authority of India betrieben wird. Ein weiterer wichtiger Wirtschaftszweig der Region ist der Tourismus. So gilt Salem beispielsweise als Ausgangspunkt für Ausflüge in die eine Autostunde entfernt gelegenen Yercaud-Berge, die vor allem wegen ihres kühlen, angenehmen Klimas geschätzt werden. Das Straßen- und Bahnnetz ist in der Region relativ gut ausgebaut. Salem verfügt über einen eigenen Flughafen, auf dem aber derzeit (Ende 2018) kaum Flugbetrieb stattfindet.

## Geschichte

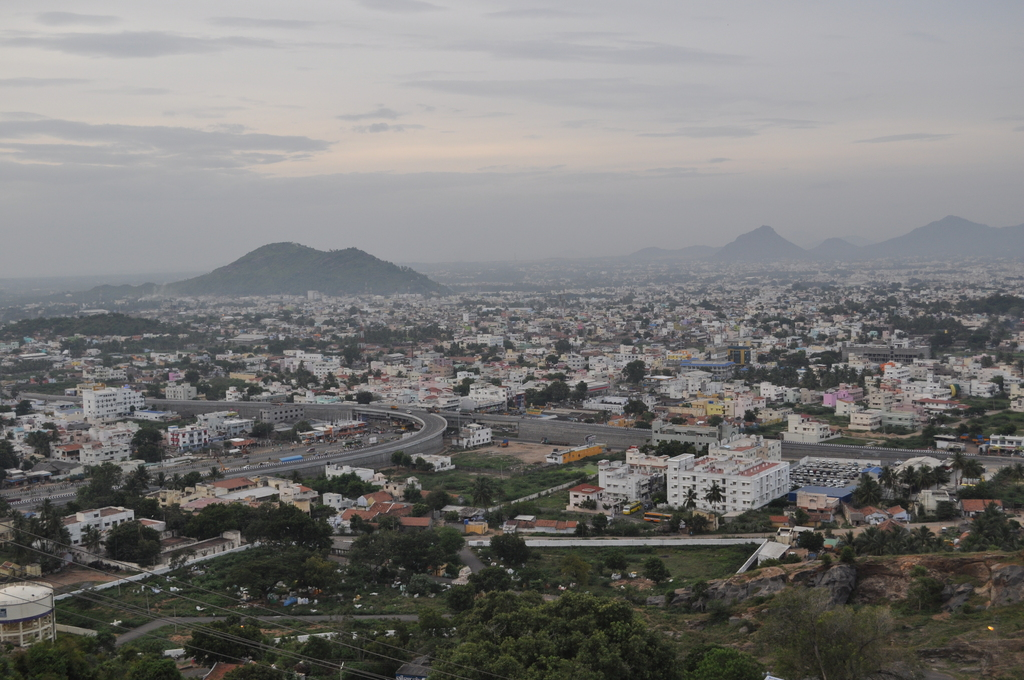
Blick auf Salem

Die Gegend um Salem war schon in der Stein- bzw. Jungsteinzeit von umherstreifenden Jägern und Sammlern besiedelt; die Sesshaftwerdung begann um ca. 1500 v. Chr. Im 3. Jahrhundert v. Chr. erreichten der Buddhismus und der Jainismus Südindien. Durch Münzfunde aus neronischer Zeit sind Handelsbeziehungen der regierenden Pandya-Dynastie mit Rom nachgewiesen. Ab dem 4. Jahrhundert begann der Aufstieg der hinduistischen Pallava-Dynastie, die nach einem erneuten Intermezzo der Pandyas, vom 9. bis 11. Jahrhundert von den Chola verdrängt wurden. Im 12. und 13. Jahrhundert regierten die Hoysala. Um das Jahr 1310 streckte das islamische Sultanat von Delhi unter der Leitung Feldherrn Malik Kafur seine Fühler bis nach Südindien aus, doch um die Mitte des 14. Jahrhunderts übernahm das Vijayanagar-Reich für ca. 200 Jahre die Oberhoheit über den Süden Indiens, die im ausgehenden 16. Jahrhundert auf die Herrscher von Madurai überging. Im 18. Jahrhundert usurpierten die Könige von Mysore und ihre Generäle Haidar Ali und Tipu Sultan die Macht. Letztere kämpften bereits gegen die Briten, doch unterlag ihnen Tipu Sultan im Jahr 1799. Die Briten bauten Salem zu einem wichtigen Stützpunkt aus.

## Sehenswürdigkeiten
Trotz der langen und vielfältigen Stadtgeschichte haben sich in Salem so gut wie keine historisch oder kulturell bedeutsamen Bauten erhalten.
- Der dem Hindu-Gott Shiva geweihte Sri Sugavaneswarar Temple ist der größte Tempel der Stadt und angeblich 500 bis 1000 Jahre alt, doch ist der Großteil der Bausubstanz deutlich jünger.
- Für den der in Südindien äußerst populären Muttergöttin Mariyamman geweihten Kottai Mariyamman Temple gilt dasselbe.[4]
- Der ISKCON-Tempel wird von der im Jahr 1966 gegründeten Hare-Krishna-Sekte betrieben.[5]
- Die Infant Jesus Cathedral ist ein moderner Bau aus den frühen 1990er Jahren.

Umgebung
- Die ca. 1600 m hohen Shevaroy Hills mit dem zentralen Bergort Yercaud lohnen einen Ausflug.

## Persönlichkeiten
- A. P. Balachandran (1938–2025), Physiker
- Velavan Senthilkumar (* 1998), Squashspieler